# Organización Libertad y Democracia
La Organización Libertad y Democracia, es un movimiento con fines políticos fundado en Venezuela en el año 2009, que tiene por objetivos promover la instauración de un sistema de gobierno enmarcado dentro de los principios de la Democracia Liberal.

## Ideología
Ideológicamente se definen en lo político como Demócratas y en lo económico como Liberales, moviéndose en el espectro de la Centro Derecha y defensores del Libre Mercado.  La OLD se caracteriza por la pluralidad en sus propuestas, sobre todo a raíz de las distintas tendencias de pensamiento que profesan sus integrantes (Libertarios, Conservadores, Liberales Clásicos). Manifiestan una tendencia muy marcada hacia los puntos de partidas que propone la forma de pensamiento Liberal, y mantienen su ataque frontal con respecto a las prácticas de corte socialista que caracterizaron el manejo político de Venezuela desde la caída de la dictadura del General Marcos Pérez Jiménez, las que según su entender han sido las causas de la degeneración social, política y económica que vive actualmente la República. Basados en los principios de Libertad, Paz Social, Igualdad de Oportunidades, Reducción de la acción del gobierno y con ello de su poder, Estado de Derecho, Tolerancia, Propiedad Privada e Inclusión social; la OLD desde sus orígenes ha propuesto la refundación de la nación al cambiar la concepción de país bajo el lema de "Otra Venezuela es Posible".

## Sistema Económico
La Organización Libertad y Democracia (OLD), impulsa el Capitalismo como el modelo más congruente con la realidad político social de Venezuela. Proponen que la economía se debe basar en el Libre Mercado, por ser esta forma de intercambio comercial el que ha demostrado ser la más efectiva para lograr el desarrollo de las naciones; están en contra del intervencionismo y el estatismo, pero entienden que el mercado, debe ser  controlado para evitar las prácticas mercantilistas abusivas, monopolizadoras o de cartelización que puedan influir negativamente en la libre competencia y por ende en la economía, en perjuicio de los ciudadanos de una nación. Así mismo son los creadores del círculo de bienestar de la OLD, en donde presentan la interacción que debe existir entre una vibrante economía de mercado y las tan necesarias políticas sociales que ayuden a la real inclusión de todos los ciudadanos en la dinámica productiva del país.